# くどうこずえ
くどう こずえ（Kozue Kudo・1983年11月14日 - ）は、青森県出身の歌手、タレント。ビィー・カンパニー所属。血液型はO型。

## 人物
- 2007年に工藤こずえ→「くどうこずえ」（平仮名表記）に改名。
- 一時期芸能人女子フットサルチーム「Team Good」（現・ZENT sweeties）に所属していた。
- 書道の初等科・中等科の師範免許の資格を持っている。

## CD
- COLOR （2008年5月6日）収録曲：恋のまほう／リボン

## 出演

### ラジオ番組
- ラジオ関西「くどうこずえのこぢりんごにっき」（2008年4月〜2009年）

### テレビ番組
- TBS「ズバリ言うわよ!」「中居正広の金曜日のスマたちへ」「リンカーン」
- CX「恋するフットサル」「メントレG」「発掘!あるある大事典II」「笑っていいとも!」
- NTV「金運お財布大作戦」「ものまねバトル」「サルヂエ」「エンタの神様」「くちこみ☆ジョニー!」
- TX「カラオケバトル」
- BS-i「ダブルミリオン」
- CS MONDO21）「松本伊代のキラキラ80's」

### CM
- ピュア美容研究所
- ダスキン インフォマーシャル

### 雑誌
- JJ,MINA,non-no,LUCi,vita,with,ef,ar,SEDA,Ray,ViVi,MORE,STYLE,re-quest QJ,saita,cendrillon,nadesico,ヘア＆ビューティ

### 舞台
- Somnium Avum（スズ役）

### 映画
- ドッジGO!GO!（日韓合作映画）